# Pseudomys apodemoides
Pseudomys apodemoides là một loài động vật có vú trong họ Chuột, bộ Gặm nhấm. Loài này được Finlayson mô tả năm 1932.